# Tyrnävä
Tyrnävä – gmina w Finlandii, w regionie Pohjois-Pohjanmaa, w bezpośrednim sąsiedztwie Oulu. Powierzchnia wynosi 494,89 km², z czego 3,07 km² stanowi woda. Populacja wynosi 6 418 osób (2011). 
Gmina jest znana z uprawy ziemniaków. Co roku jesienią są w niej organizowane tradycyjne targi ziemniaczane (Tyrnävän Perunamarkkinat). Znajduje się w niej również gorzelnia Shaman Spirits, produkująca m.in. wódkę Ström, Karlsson's New Vodka oraz Bothnia Bay Dry Gin.
W 2001 roku w granice gminy Tyrnävä została włączona gmina Temmes.

## Sąsiadujące gminy
- Kempele
- Liminka
- Muhos
- Oulu